# Catherina Lipsius
Catherina Lipsius (* unbekannt; † 28. April 1918 in Sterling) war eine deutsche Unternehmerin und Vorstand der Claus Lipsius Brewery in den USA.

## Biographie
Im Jahr 1853 emigrierte Catherina Claus (Name des ersten Ehemanns, Geburtsname unbekannt) mit ihrem Mann Henry Claus in die USA. Dieser gründete 1865 die Henry Claus Brewery an der 471 Bushwick Avenue in Bushwick, welche über die kommenden Jahrzehnte stetig wuchs. Gemeinsam lebten sie an 487 Bushwick Avenue, unweit von der Brauerei entfernt. Nach seinem Tod im Jahr 1872 übernahm Catherina die Leitung der Brauerei – sie war somit eine der ersten weiblichen Vorstandsvorsitzenden in der Region um New York.
Vier Jahre später heiratete sie Rudolph Lipsius, der in das Unternehmen einstieg. Die Brauerei wurde in Claus Lipsius Brewery umbenannt. Sechs Jahre später, im Jahr 1882, verstarb auch ihr zweiter Ehemann – Catherina Lipsius übernahm erneut die alleinige Leitung des Unternehmens, wurde jedoch später von ihrem Sohn Henry Claus Jr. unterstützt. Gemeinsam behaupteten sie sich noch bis 1902 als lokaler Marktteilnehmer, mussten dann jedoch dem gestiegenen Konkurrenzdruck nachgeben: Die Claus Lipsius Brewery wurde an den Lokalrivalen S. Liebmann’s Sons Brewing Company verkauft. 
Kurz nach der Übernahme verkaufte Lipsius ihr Haus an die zukünftige Ehefrau des Entdeckers Frederick Cook und zog gemeinsam mit ihrem Sohn Henry Jr. nach Prospect Lefferts Gardens, einem Stadtteil Brooklyns. Sie verstarb im Jahr 1918 in Sterling.

## Familie
Catherina Lipsius heiratete zweimal:
- ⚭ Henry Claus (* unbekannt; † 1872)
  - Henry Claus Jr.
- ⚭ Rudolph Lipsius (* unbekannt; † 1882)

## Catherina Lipsius House
In den Jahren 1889–1890 ließ Catherina Lipsius für 25.000 $ eine Villa an der 670 Bushwick Avenue errichten. Verantwortlicher Architekt war der in Brooklyn renommierte Theobald Engelhardt.
Im Jahr 1902 verkaufte die Familie das Haus an den Entdecker und Arzt Frederick Cook.
Am 18. Juni 2013 wurde das Catherina Lipsius House unter Denkmalschutz gestellt. Die zuständige Kommission der Stadt New York begründete ihre Wahl mit den für den amerikanisierten Rundbogenstil charakteristischen Elementen sowie den im Stadtbild auffälligen Wohnturm. Das Catherina Lipsius House sei eine gelungene Kombination mittelalterlicher und klassischer Kombination, die es zu bewahren gelte.